# 第一津街
第一津，是中國廣州市的地名。位於人民北路与西華路東段的第一津街，屬越秀區，現在已經成爲生活小區。津，解码头、埠头之意，乃南方沿江、沿海商埠城市常有的地区区域划分单元之一。如汕头市的永平路旧称亦是第一津街。

## 十八甫
“十八甫（粵音：pou²）”是廣州西關昔日的重要地名，包括由第一津开始，一直至“十八甫”（後有加上“十九甫”），現今部分的地名經已消失。
關於“甫”字，原指埠頭，也寫作“浦”（或“埗”）。明代时廣州十八甫商業繁榮，人们把“浦”改作“鋪”。到了清代，人們出於簡化，把“鋪”寫成“甫”。

## 第一津與第一甫
第一津，原應稱爲第一甫，因其位於通向越秀山脚之蘭湖水道，是明代城西護城河的第一個埠头。所以以前人們稱之爲“通津”，到現在，此處仍叫第一津而不称第一甫。
第一津曾是一條狹窄的街道，曾作爲街市，商業活動繁榮。第一津南面50米稱爲“第二甫”，直出西華路。後來改爲生活小區，第二甫街消失。
清朝初年，平南王尙可喜率领清兵攻占广州城，沿途遭到民众的截击，特别是清兵开到广州市郊龙眼洞时，损兵折将，伤亡惨重，几经艰险，才攻陷了广州城。尙可喜发誓要血洗广州，准备下令杀人三日，从西门起连杀十八浦路，以解心头之恨。当时有一个良心未泯的幕僚王湘泉得知内情，大惊失色，心想：「一浦路就是十里路，十八浦就是一百八十里，血洗十八浦，广州不知有多少人死在屠刀下！」他万分焦急之际，突然想到：古代的「铺」与「浦」相通，我何不以「铺」代「浦」，这样可以减少伤害无辜。 
也有人认为是指「店铺」，因为在明代史料中，广州的「甫」均写作「铺」。明代时，西关一带「商业店铺特别集中而整列排成『铺』」。後来，人们将「铺」简化写成「甫」。  
曾有人认为「铺」是明代的「商人自卫组织」，那时广州和佛山的商人为了防盗贼，成立了民间自卫组织——铺。「十八甫」就是源於广州西关的商人成立的十八个商业自卫组织。更有一种看法认为「甫」是指「埠头」。因为西关带「甫」字号地名，从第二甫开始，而没有第一甫，祇有第一津。津是指渡口，渡口必有埠头，明代的珠江河岸在西关。  

## 俗語
- 「第一津——冇譜」（意即：沒有道理，“譜”與“甫”在廣州話同音，故有此歇後語）
- 「人好你话好，唔识花共草，行到第一津，完全冇晒甫（谱）」。